# Tjukjan
Il Tjukjan (in russo Тюкя́н?), conosciuto anche con il nome di Tjujukėn, è un fiume della Russia siberiana orientale (Sacha-Jacuzia), affluente di sinistra del Viljuj.
Nasce dalle estreme propaggini nord-orientali dell'Altopiano della Siberia Centrale e fluisce con direzione sud-orientale attraverso il bassopiano della Jacuzia centrale, in un territorio piatto e ricco di laghi; non tocca centri urbani di qualche rilievo. Sfocia nel Viljuj a 464 km dalla foce. Il principale affluente è il Čilli, confluente da destra.
Il Tjukjan è gelato nel periodo ottobre-maggio.